# Stanislav Yudin
Stanislav Yudin — плавучий кран великої вантажопідйомності, основною сферою застосування якого стала нафтогазова галузь та офшорна вітрова електроенергетика.

## Характеристики
Судно спорудила у 1982 році на замовлення Радянського Союзу фінська компанія Wartsila на верфі STX Finland Turku (місто Турку). У 1991-му кран передали в управління компанії Seaway Heavy Lifting — спільного підприємства Калінінградморнафти та норвезької Stolt Nielsen Seaway. У 2010 році провели реструктуризацію, внаслідок якої Stanislav Yudin став власністю Seaway Heavy Lifting, яка в свою чергу в 2017-му опинилась у 100 % власності британської компанії Subsea 7.
Кранове обладнання Stanislav Yudin спроектувала компанія GustoMSC, а виготовила фінська Kone Oy. Первісно воно мало вантажопідйомність 1600 тонн, але надалі пройшло модернізацію з досягненням показників 2200 (у 1992 році) та 2500 тонн (1996-й). Максимальна висота підйому над поверхнею води становить 78,4 метра. Робоча палуба має площу 2560 м2 та призначена для розміщення до 5000 тонн вантажу з максимальним показником від 5 до 10 тонн/м2.
Три головні двигуни Stanislav Yudin мають потужність по 4,1 МВт. Пересування до місця виконання робіт здійснюється з операційною швидкістю 9 вузлів (максимальна 12 вузлів).
На борту забезпечується розміщення до 151 особи. Доставка персоналу та вантажів може здійснюватись з використанням гелікоптерного майданчика судна, який розрахований на прийом машин класу S61.
Судно може працювати у нескладних льодових умовах (Light Ice Class).

## Завдання судна

### Роботи у нафтогазовій галузі

#### Встановлення платформ та їх модулів
У жовтні 2003-го судно здійснило встановлення видобувної платформи на газовому родовищі Галата у болгарському секторі Чорного моря.
У 2005 році Stanislav Yudin провів роботи на нафтовому родовищі El Bunduq, що в Перській затоці на межі секторів Катару та ОАЕ. Він змонтував верхню частину платформи вагою 2264 тонни та окремо два компресорні модулі по 284 тонни.
Весною 2006-го кран змонтував три платформи на індійському нафтогазовому родовищі Панна у Аравійському морі. Через рік він додав на цьому проекті ще дві платформи.
В листопаді-грудні 2007 року кран працював над компресорною платформою BCP-B2 на одному з найбільших офшорних газових родовищ Індії Бассейн, розташованому біля західного узбережжя півострова Індостан. Цей розміщений в районі з глибиною моря 61 метр комплекс включав опорну основу вагою понад 2000 тонн, перехідний елемент у 1900 тонн, два компресорні модулі по 1500 тонн кожен та житловий модуль (1600 тонн). Для утримання конструкції спорудили чотири головні палі довжиною по 190 метрів, заглиблені на 74 метри під морське дно.
Зимою 2007/2008 Stanislav Yudin встановив надбудови («топсайди») платформ SPD 10 та SPD 11, які споруджувались в межах 9 та 10 фаз розвитку найбільшого в світі іранського родовища Південний Парс (Перська затока). Кожна з них важила понад 2300 тонн та мала розміри 33х29х15 метрів, крім того монтувались гелікоптерні майданчики та факельні містки.
У травні-червні 2008-го Stanislav Yudin встановив платформу для розробки нафтового родовища West Bukha в оманському секторі затоки. Вага її опорної основи («джекету») складала 1250 тонн, тоді як «топсайд» важив 850 тонн. Основа закріплювалась палями, які заглиблювали на 100 метрів під морське дно.
Також на 2008—2009 роки було законтрактовано великий об'єм робіт у тій же Перській затоці на найбільшому катарському офшорному нафтовому родовищі Аль-Шахін, яке розробляється під операторством данської Maersk Oil. Тут судно встановило 5 платформ в межах 12 та 14 етапів розвитку проекту.
У другому кварталі 2009 року Stanislav Yudin змонтував платформу М7-A в Північному морі на однойменному нідерландському газовому родовищі. На цей раз сумарна вага основи, чотирьох заглиблених на 35 метрів паль та надбудови склала лише 900 тонн.
Після цього влітку кран працював над проектом встановлення компресорного модуля вагою 340 тонн на платформу нідерландського газового родовища K2B-A. Також він змонтував виробничу платформу газового родовища E17A-A, конструкція якої передбачала швидке встановлення подібного компресорного модулю. При тому що «джекет» останньої споруди мав вагу трохи менше за 970 тонн, її «топсайд» важив цілих 2000 тонн.
Протягом 2011 року кран відпрацював робочу програму в Північному морі на цілому ряді об'єктів нафтогазової галузі. Спершу у квітні він побував у нідерландському секторі, де встановив платформу для газового родовища B13. Її опорна основа, закріплена заглибленими на 46 метрів під морське дно чотирма палями, важила 1220 тонн і практично стільки ж припадало на «топсайд». Там же у липні на блоці газових родовищ G16A було встановлено платформу G16A-B з дещо меншими параметрами — «джекет» 1000 тонн, «топсайд» 1150 тонн, заглиблення паль на 42 метри.
Після цього Stanislav Yudin встановив платформу на газовому родовищі Вінгейт у британському секторі Північного моря. Опорну основу вагою 809 тонн розмістили в районі з глибиною моря 29 метрів та закріпили чотирма палями довжиною 61 метр, які заглибили під морське дно на 48 метрів. За цим змонтували «топсайд» вагою майже 900 тонн. Далі кран одразу перейшов на наступне газове родовище Ensign, де працював з трохи меншою спорудою — «джекет» 600 тонн, «топсайд» 525 тонн. Кожна з чотирьох паль при довжині 66 метрів заглиблювалась на 50 метрів. Того ж літа Stanislav Yudin відвідав третє британське північноморське газове родовище Кліппер-Соуз, де провів встановлення «джекету» вагою 959 тонн, який закріпив чотирма палями довжиною по 55 метрів («топсайд» на неї змонтував інший кран Oleg Strashnov).
В середині 2012 року кран встановив чергову платформу в британському секторі Північного моря на газовому родовищі Каті. Її опорна основа вагою 470 тонн була закріплена заглибленими на 38 метрів трьома палями та доповнена надбудовою вагою 370 тонн.
Восени 2013-го в британському секторі Ірландського моря судно змонтував біля платформи родовища Douglas виносний модуль, метою якого було підключення нафтового родовища Conwy.
2014 року Stanislav Yudin провів частину робіт на британському газовому родовищі Cygnus (введене в експлуатацію у 2016-му). Він встановив одну платформу для фонтанних арматур (AWP), опорні основи для процесингової (PU) та житлової (QU) платформ, а також два шаблони для підводного облаштування свердловин. Наступного року роботи продовжив інший кран цієї ж компанії Oleg Strashnov.
У 2015-му кран законтрактували для робіт на венесуельському газоконденсатному родовищі Перла у Карибському морі. Після відповідної підготовки (на Арубі встановили обладнання для забезпечення водолазних робіт) кран змонтував три платформи, які доставили на баржах із Мексиканської затоки. При цьому під водою одразу провадилося під'єднання споруд до різноманітних трубопроводів.

#### Встановлення інших споруд
На літо 2007-го Stanislav Yudin здійснив вояж у російський сектор Баренцового моря, де біля острова Варандей спорудив відвантажувальний термінал для компанії Лукойл, здатний обслуговувати танкери дедвейтом до 70 тисяч тонн у місцевих важких льодових умовах. Елементи конструкції, яка включала житловий модуль та майданчик для гелікоптерів, мали вагу біля 11 тисяч тонн та були доставлені на баржах кількома секціями.

#### Демонтажні роботи
Влітку 1997 року Stanislav Yudin провів роботи з демонтажу платформ на газових родовищах K10-C та K13-B у нідерландському секторі Північного моря.
З березня по липень 2011-го на британському північноморському родовищі Індефатігебл кран провів демонтаж одразу шести платформ (Juliet P, Juliet D, Kilo, Lima, Mike, November), вага яких складала від 363 до 2818 тонн.

### Офшорна вітроенергетика

#### Вітрові електростанції
В 2009—2010 роках на ВЕС Грейтер-Габбард (Північне море біля узбережжя Саффолку) кран забив 140 монопаль під вітрові турбіни, а також встановив дві офшорні трансформаторні підстанції у складі ґратчастої опорної основи («джекету») та надбудови для обладнання («топсайду»).
У лютому 2010-го судно спорудило офшорну трансформаторну станцію на ВЕС Танет (Північне море біля узбережжя Кенту). Її «джекет» важив 770, а «топсайд» 1240 тонн.
В квітні 2012-го Stanislav Yudin змонтував надбудову для обладнання трансформаторних підстанції данської ВЕС Анхольт, розташованої у протоці Каттегат, яка з'єднує Балтійське та Північне моря.
В 2012—2013 роках Stanislav Yudin був задіяний у спорудженні ВЕС Гвінт-і-Мор (Ліверпульська затока Ірландського моря). Тут від провів облаштування всіх 160 монопальних фундаментів (з допомогою самопідіймального судна JB-114, котре виконувало бурові роботи), а також встановив опорні основи двох офшорних трансформаторних підстанцій та їх надбудови вагою по 1500 тонн.
Ще одним завданням для судна у 2013-му стали роботи на ВЕС Тріанель-Боркум в німецькому секторі Північного моря, де воно встановило 40 фундаментів типу «трипод» на раніше підготовлені самопідіймальним судном Goliath палі.
На початку літа 2014 року Stanislav Yudin встановив ґратчасту опорну основу офшорної трансформаторної підстанції британської північноморської ВЕС Вестермост-Раф. Він же закріпив її на дні палями, а потім змонтував зверху доставлену на одній баржі з основою надбудову з обладнанням розміром 15x30x15 метрів.
В середині літа 2014-го кран відвідав будівельний майданчик ВЕС Глобаль-Тех I (німецький сектор Північного моря), де опустив на дно та закріпив палями два фундаменти типу «трипод» (можливо відзначити, що це становило лише невелику частину від такого типу робіт, оскільки на даній станції встановили 80 вітрових турбін).
Взимку 2014/2015 років Stanislav Yudin встановив 16 «джекетів» під вітрові турбіни на ВЕС Балтік 2 в Балтійському морі на північ від острова Рюген (це також становило лише частину загального об'єму робіт — ще 25 таких конструкцій припало на доля плавучого крану Taklift 4).
Весною 2016-го кран виконав цілий ряд робіт на вітрових станціях у Північному морі. Спершу на данській ВЕС Горнс-Ріф 3, яка споруджувалась біля мису Блавандс, він встановив трансформаторну підстанцію у складі ґратчастої опорної основи вагою 1300 тонн та надбудови вагою 1888 тонн. Далі він спорудив підстанцію ВЕС Зандбанк (німецький сектор Північного моря на захід від острова Зильт), після чого на розташованій поряд ВЕС DanTysk він встановив житлову платформу для обслуговчого персоналу.
В той же період Stanislav Yudin спорудив «джекет» офшорної трансформаторної підстанції на британській ВЕС Даджен в біля узбережжя Норфолку («топсайд» монтував плавучий кран Oleg Strashnov). Іншу підстанцію (як опорну основу, так і надбудову) судно встановило влітку 2016-го на ВЕС Бурбо-Бенк (Ірландське море біля узбережжя графства Мерсісайд).
В березні 2017-го кран розпочав пальні роботи на британській ВЕС Беатрис в Північному морі біля узбережжя Шотландії. На них потім кріпитимуться «джекети» для встановлення вітрових турбін.

#### Офшорні станції HVDC
У 2014 році крана виконав монтаж окремих елементів вузлової офшорної підстанції SylWin alpha (одна серед цілого ряду споруджених в Північному морі для передачі електроенергії з ВЕС до Німеччини за допомогою ліній постійного струму високої напруги).

#### Інші споруди
У травні 2013 року кран встановив дві монопалі для метеорологічного поста у East Anglia Offshore Wind Zone (спершу була відома як Norfolk zone). Роботи відбувались в районі з глибиною моря до 43 метрів.